# Valerio Zurlini
Valerio Zurlini (Bologna, 19 maart 1926 – Verona, 27 oktober 1982) was een Italiaans filmregisseur.

## Leven en werk
Valerio Zurlini werd geboren in Bologna, maar hij bracht zijn jeugd door in Rome. Al tijdens zijn studie rechten speelde hij toneel. Tijdens de oorlog zat Zurlini in het verzet. Hij werd toen ook communist. Vanaf 1948 begon hij documentaires te draaien.
Zijn eerste lange speelfilm regisseerde hij in 1955. Behalve zeer realistisch zijn de films van Zurlini vooral dichterlijke verhalen die getuigen van groot inlevingsvermogen in de protagonisten.
Hij won de Gouden Leeuw op het Filmfestival van Venetië voor zijn film Cronaca familiare (1962). Met zijn laatste film Il deserto dei Tartari (1976) verwierf hij ook buiten Italië bekendheid.

## Filmografie (selectie)
- 1955 - Le ragazze di San Frediano
- 1959 - Estate violenta
- 1961 - La ragazza con la valigia
- 1962 - Cronaca familiare
- 1965 - Le soldatesse
- 1968 - Seduto alla sua destra
- 1972 - La prima notte di quiete
- 1976 - Il deserto dei Tartari